# 9e Leger (Verenigde Staten)

Insigne van het Amerikaanse 9e Leger

Het Negende Leger van de Verenigde Staten is een in 2012 heropgericht veldleger van het Amerikaanse leger dat zijn vaste basis heeft in Vicenza, Italië. Het vormt daar de US Army Service Component Command van de United States Africa Command (USAFRICOM). Het leger is vooral bekend uit de Tweede Wereldoorlog, waar het in 1944 en 1945 een belangrijke rol aan het westfront speelde.

## Geschiedenis

### Tweede Wereldoorlog

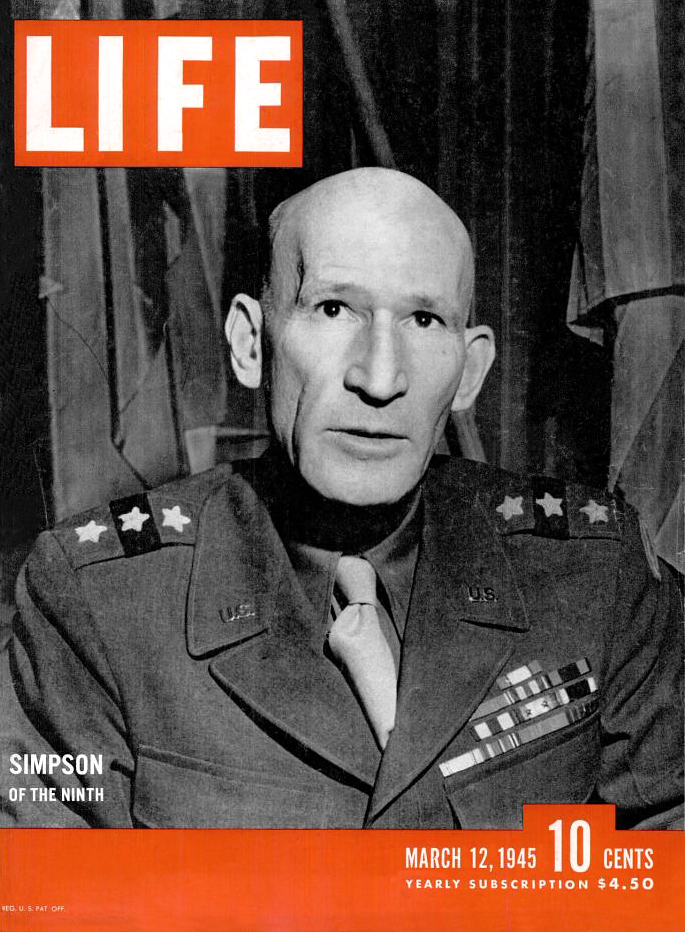
Luitenant-generaal William Hood Simpson, commandant van het 9e Leger (Life, 12 maart 1945)

Op 15 april 1944, midden in de Tweede Wereldoorlog, kreeg luitenant-generaal William Hood Simpson het bevel over een nieuw Amerikaans leger, dat toen nog het 8e werd genoemd. Thuisbasis was Fort Sam Houston, San Antonio, Texas. Later, maar nog voor de aankomst in Engeland, werd op verzoek van generaal Eisenhower besloten dit nieuwe onderdeel van de geallieerde strijdkrachten aan te duiden als het 9e Leger, dit om verwarring met het 8e Britse Leger te voorkomen. Het toeval wil dat alle Amerikaanse legers met oneven nummers werden ingezet aan het westfront; de even nummers aan het Aziatische front (met uitzondering van het 4e dat in de VS bleef).
Op 11 mei 1944 vloog Simpson met zijn staf naar Londen om de komst van het 9e Leger naar Engeland voor te bereiden. Simpson bezocht onder andere de hoofdkwartieren van het 1e en 3e Amerikaanse Leger, waarmee het 9e zou gaan samenwerken aan het Europese westfront. Nadat het 1e Leger in juni 1944 geland was in Normandië, nam het 9e hun voormalige hoofdkwartier in Bristol over. Kort daarna kwamen de eerste troepen over.
Op 29 en 30 augustus landden de eerste eenheden van het 9e Leger op Utah Beach in Normandië, een operatie die op 5 september was voltooid. Op diezelfde dag trad het 9e Leger, samen met het 1e en 3e (later ook het 15e), formeel toe tot de 12e Legergroep van Omar Bradley. De Slag om Normandië was toen al zo goed als voorbij (Bevrijding van Parijs, 25 augustus 1944), maar in de havenstad Brest hield een Duitse eenheid nog stand. Op 20 september was de stad in handen van de geallieerden. Daarna begon ook voor het 9e Leger de opmars naar de Siegfriedlinie, waar het stelling zou nemen bij de Westwall, tussen het 3e en 1e Leger in. Van oktober 1944 tot maart 1945 was Maastricht - de eerste bevrijde stad van Nederland -, het hoofdkwartier, de bevoorradingsbasis en het rest center van het 9e Leger. Bij Margraten werd een als tijdelijk bedoelde begraafplaats aangelegd, de tegenwoordige Amerikaanse Begraafplaats Margraten.

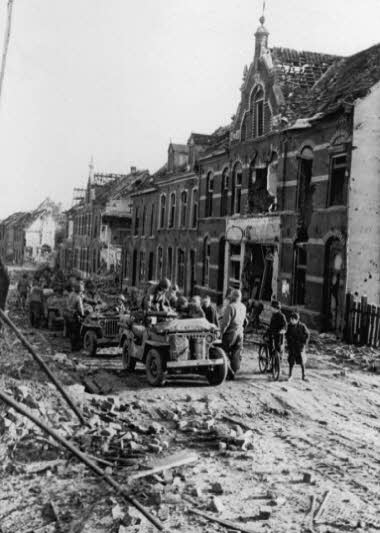
Bevrijding van Venlo

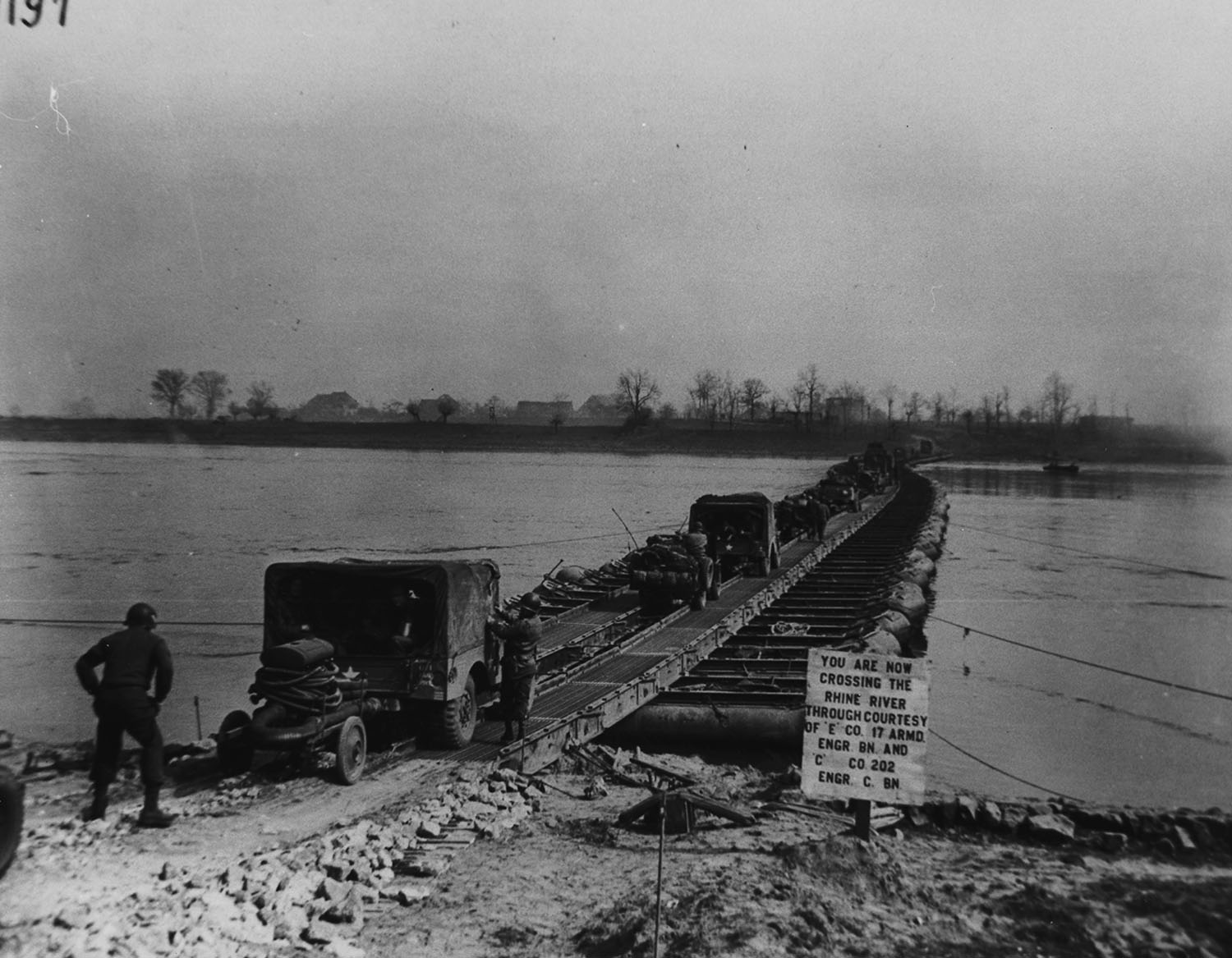
Het 9e Leger steekt de Rijn over

In november 1944 nam het 9e Leger positie in op de noordflank van de 12e Legergroep. Nabij de Roer nam het deel aan hevige gevechten. De opmars kwam hier tot stilstand, omdat het leger bedreigd werd door mogelijke doorbraak van de stuwdammen, stroomopwaarts in de Roer. Tijdens de zeer zware Slag om de Ardennen raakte het 9e Leger, evenals het 1e, geïsoleerd van de rest van de 12e Legergroep. Bij het vervolg van de Rijnlandcampagne trok het samen op met de 21e Legergroep van Bernard Montgomery, tot groot ongenoegen van legergroepbevelhebber Bradley. Van 8 februari tot 11 maart speelde het 9e Leger een sleutelrol in Operatie Grenade, een poging om het gebied tussen de Roer en de Rijn in handen te krijgen. Tijdens deze operatie werden onder meer Roermond en Venlo bevrijd. De Rijn werd bereikt op 10 maart, maar deze rivier werd eerst op 24 maart overgestoken, als onderdeel van Operatie Plunder. Het hoofdkwartier werd begin maart overgebracht naar Mönchengladbach.
Op 4 april werd de rivier de Wezer bereikt en op 19 april maakte het 9e Leger contact met het 1e en het net aangekomen 15e Leger, en voltooide daarmee de omsingeling van het Ruhrgebied. Onderdelen van het 9e Leger staken op 12 april als eerste Amerikanen de Elbe over. Op 2 mei werd de met het Rode Leger overeengekomen scheidingslijn bereikt, waarna de opmars tot stilstand kwam. Na de Duitse capitulatie op 7 mei 1945 bezette het 9e Leger delen van Midden-Duitsland, waarna het in juni terugkeerde naar de Verenigde Staten, waar het eind 1945 ontbonden werd.

### Heroprichting
In 2012 kreeg de bestaande US Army Africa de nieuwe naam US Army Africa (Ninth Army), waarmee het 9e Leger een nieuw leven begon. De heroprichting was onderdeel van een reorganisatie van het Amerikaanse leger naar plannen van Eric Shinseki.